# Fluid electroreologic
Fluidele electroreologice sunt fluide care-și pot modifica viscozitatea prin acțiunea unui câmp electric extern. Au o importanță practică deosebită.